# 25 Мая (Аргентина)
25 Мая  (исп. 25 de Mayo) — город в Аргентине в провинции Буэнос-Айрес. Административный центр муниципалитета 25 Мая.

## История
В 1836 году подполковник Исидро Кесада, командовавший «Драгунским полком № 1», основал здесь военный лагерь «Кантон-де-лас-Мулитас», названный так из-за большого количества водившихся здесь короткохвостых броненосцев, поэтому 8 ноября 1836 года и считается датой основания города.
В 1847 году в районе лагеря была разрешена продажа земельных участков под строительство с целью образования здесь населённого пункта, защищаемого войсками от набегов индейцев, а губернатор провинции Буэнос-Айрес Хуан Мануэль де Росас утвердил образование в этих местах муниципалитета, который получил название «Энкарнасьон» в честь его супруги. В 1853 году губернатор Пастор Облигадо переименовал муниципалитет и населённый пункт в честь даты Майской революции 1810 года.